# Йозеф Люкс
Йозеф Люкс (чеськ. Josef Lux; 1 лютого 1956, Усті-над-Орліці – 21 листопада 1999, Сіетл) — чеський політик 90-х років XX століття, голова Чехословацької народної партії (ČSL, пізніше KDU-ČSL) і міністр сільського господарства в кількох урядах Чехії.
За Чехословаччини і після оксамитової революції був депутатом Палати народів і Народної палати Федеральних Зборів, членом Палати депутатів Парламенту Чехії.

## Біографія
1980 року закінчив Сільськогосподарський університет у Брно, а потім працював на різних посадах (у тому числі заступник голови) в колгоспі Східної Чехії. Професійно, починаючи з 1990 року, його назвали Головою тваринництва в JZD Zálši, Дворжіско.
З 1982 року був членом Чехословацької народної партії (ČSL), але до листопада 1989 року лише членом партії.  Його політична кар'єра почалася після 1989 року. З 1989 року є членом неполітичного Демократичного руху Масарика.  Він вже давно є членом вищого законодавчого органу. 30 січня 1990 року сіл в процесі кооптації Федеральних Зборів після Оксамитової революції в чеській частині Палати народів (виборчий округ 46 – Усті-над-Орліці, Східно-Чеська область) в якості заступника для демократів.  Захистив мандат на виборах 1990 року. На виборах 1992 року він перейшов до Будинку народу. Залишався у Федеральних Зборах до розпаду Чехословаччини в грудні 1992 року.

### Очільник ČSL
У вересні 1990 року був обраний головою ČSL на позачерговому з'їзді в Ждяр-над-Сазавоу, перемогою серед восьми кандидатів (у тому числі чинного тоді голову партії Йозефа Бартончіка). У своїй презентації виступав за праву, християнсько-демократичну орієнтацію партії.  Він також захищав свою позицію на 6-му з'їзді в березні-квітні 1992 року. Потім партія обрала нову назву — Křesťanská a demokratická unie – Československá strana lidová. Крило навколо колишнього президента партії Бартончіка було політично ослаблене, і партія виступила за праву коаліційну співпрацю. Після виборів 1992 року KDU-ČSL фактично приєдналася до уряду, а Йозеф Люкс став міністром сільського господарства і віце-прем'єром першого уряду Вацлава Клауса. Йозеф Люкс був затверджений головою KDU-ČSL на 7-му з'їзді партії восени 1995 року. У той час він почав підкреслювати тему соціально-ринкової економіки.
Після виборів 1996 року вступив до Вищої законодавчої асамблеї Чеської Республіки, коли був обраний до Палати депутатів Парламенту Чеської Республіки від KDU-ČSL. Однак на виборах нинішня урядова коаліція не здобула парламентської більшості. Формування другого уряду Вацлава Клауса було складним. У своїх переговорах по коаліції Йозеф Люкс зажадав чотирьох міністерських місць для KDU-ČSL і в той же час відмовився приєднатися до уряду меншості без домовленості із ČSSD. Проте, Йозеф Люкс відмовився від пропозиції Милоша Земана обійняти посаду прем'єр-міністра. У другому уряді Вацлава Клауса, який був остаточно сформований існуючими коаліційними партіями (але залежним від толерантності ČSSD), він знову зайняв посаду міністра сільського господарства і заступника голови Кабміну.  Проте в 1996-1997 роках коаліційні відносини погіршилися, і Йозеф Люкс вивів свою партію на більшу відстань від ODS Вацлава Клауса.  До другого туру виборів до Сенату 1996 року голосував проти потенційного домінування ODS у Сенаті, і тому KDU-ČSL підтримав чотирьох кандидатів ČSSD у другому турі.  У той час KDU-ČSL Lux представила себе як альтернатива як ODS, так і ČSSD і прагнула зайняти позицію великої політичної партії за прикладом Німеччини та ХДС. На 8-му з'їзді KDU-ČSL у Градець-Кралове у вересні 1997 року Йозеф Люкс заявив, що KDU-ČSL є третьою найпотужнішою політичною формацією в країні і просунувся у своїй трансформації до надконфесійної християнсько-демократичної партії.
28 листопада 1997 року на позачерговій Національній конференції KDU-čSL було вирішено залишити партію коаліції.  Це сталося через день після того, як Йозеф Люкс зазначив, що якщо ОРВ не пояснить справи, що стосуються його фінансування, вихід з коаліції буде найімовірнішим. У той же час Люкс віддав перевагу продовженню нинішньої коаліції, але без Вацлава Клауса.  Потім, у грудні 1997 року, президент Вацлав Гавел попросив Джозефа Люкса провести новий уряд.  Не делегація Люка формувала уряд в конституційному сенсі, а мандат для політичного дослідження.  В результаті цих переговорів сформувався напів офіційний уряд Йозеф Тошовський, що складався з позапартійних експертів, членів коаліційних партій KDU-ČSL та ODA, та новоствореного Союзу Свободи як утворення, заснованого навколо фракції критиків Вацлава Клауса в ОРС.  У цьому уряді Йозеф Люкс знову був його заступником і міністром сільського господарства.  На початку виборів 1998 року Люкс захистив своє місце в палаті громад.
Після виборів 1998 року Йозеф Люкс висловився за варіант коаліційного уряду KDU-ČSL, US та ČSSD, а інший відомий політик Народної партії Ян Касаль схилявся до правої коаліції з ODS. Під час переговорів після виборів у Росії, влітку 1998 року переможцем виборів став прем'єр-міністр, голова ČSSD Мілош Земан, Luxe.  V до 16-членного уряду, за словами Земана і Люкса, вісім депутатів CSSD, чотири до KDU-ČSL і US, з групою всіх міністрів кожна партія коаліції повинна мати право вето. Проте CSSD був відхилений Союзом Свободи, і було укладено договір про опозицію між а ODS і ČSSD.  Внаслідок угоди про опозицію вплив Йозефа Люка на чеську політику зменшився.  Люкс спочатку навіть назвав договір про опозицію неконституційним і порівняв його з комуністичною конституцією до 1989 року, забезпечивши однопартійний уряд. У вересні 1998 року Йозеф Люкс, як голова KDU-CSL, брав участь у створенні чотирьох коаліцій, групи з чотирьох менших політичних партій (KDU-CSL, ODA, US, DEU), які хотіли перешкодити CSSD і ODS приєднатися до виборів Сенату 1998 року. в отриманні конституційної більшості у верхній палаті парламенту.

### Хвороба
24 вересня 1998 року Йозеф Люкс подав у відставку свої обов'язки, включно з посадою президента KDU-CSL, через проблеми зі здоров'ям (важкий лейкоз). 24 вересня 1999 р. в Сіетлі зробив операцію трансплантації кісткового мозку. Операція пройшла успішно, але було ускладнення пневмонії, яке піддалося 21 листопада (рано вранці 22 листопада за CET).
Похований на Hemžích в Chocně.

## Нагороди
2000 року, посмертно (In memoriam), був нагороджений орденом Т. G. Масарика II ступеня.